# 276-я бомбардировочная авиационная дивизия
276-я бомбардировочная авиационная Гатчинская дважды Краснознамённая орденов Суворова и Кутузова дивизия (276-я бад) — соединение Военно-Воздушных сил (ВВС) Вооружённых Сил РККА бомбардировочной авиации, принимавшее участие в боевых действиях Великой Отечественной войны.

## Наименования дивизии

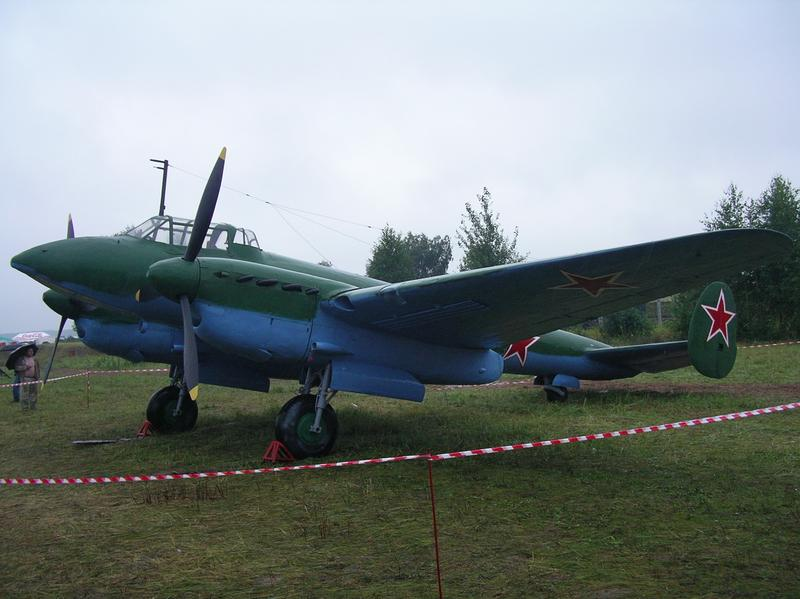
Самолет Пе-2 стоял на вооружении дивизии с первых дней её формирования и до расформирования в апреле 1946 года. На фото показан сохранившийся в Центральном музее авиации в Монино экземпляр.

- 276-я бомбардировочная авиационная дивизия;
- 276-я штурмовая авиационная Гатчинская дивизия (26.01.1944 г.);
- 276-я бомбардировочная Гатчинская Краснознаменная авиационная дивизия (20.02.1944 г.);
- 276-я бомбардировочная Гатчинская дважды Краснознаменная авиационная дивизия (22.03.1944 г.);
- 276-я бомбардировочная Гатчинская дважды Краснознаменная орденов Суворова авиационная дивизия;
- 276-я бомбардировочная Гатчинская дважды Краснознаменная орденов Суворова и Кутузова авиационная дивизия.

## История и боевой путь дивизии
276-я бомбардировочная авиационная дивизия сформирована Приказом НКО № 00230 от 10 ноября 1942 года в составе 13-й воздушной армии Ленинградского фронта. До марта 1943 года дивизия занималась переучиванием на новый самолёт и подготовкой летного и технического состава.
В 1943 году рабочие Ленинграда передали 34-му гвардейскому полку дивизии построенные на их деньги самолёты Пе-2 с композициями «Ленинград» и литерами «Г» (гвардия). По завершении формирования дивизия принимала участие в боевых действиях на Ленинградском и 3-м Белорусском фронтах. Дивизия участвовала в Красносельско-Ропшинской, Ленинградско-Новгородской, Выборгской, Нарвской, Таллинской, Выборгско-Петрозаводской и Прибалтийской наступательных операциях.
Полки дивизии осуществляли авиационную поддержку войск 67-й и 42-й армий, вели борьбу с железнодорожными перевозками противника на железнодорожных узлах Тосно и Красногвардейск, в районе железнодорожного моста у ст. Толмачево, наносили бомбовые удары по аэродромам Сиверская и Гатчина; подавляли дальнобойную артиллерию, обстреливающую Ленинград, осуществляли переброску грузов партизанским отрядам. За отличие в боях при овладении городом Гатчина, превращенным немцами в крепость с развитой системой долговременных оборонительных сооружений, дивизии присвоено почётное наименование «Гатчинская», а за образцовое выполнение заданий командования в боях с немецко-финскими захватчиками при прорыве сильно укрепленной обороны противника на Карельском перешейке севернее города Ленинграда и проявленные при этом доблесть и мужество Указом Президиума Верховного Совета СССР от 22 июня 1944 года награждена орденом «Суворова II степени».
С октября 1944 года дивизия участвовала в Мемельской, Восточно-Прусской наступательной операциях, в разгроме кёнигсбергской группировки противника. Войну дивизия закончила на аэродромах в Восточной Пруссии.
В составе действующей армии дивизия находилась с 25 ноября 1942 года по 9 мая 1945 года.
После войны дивизия базировалась на территории Восточной Пруссии и в составе 1-й воздушной армии 3-го Белорусского фронта. В июле 1945 года дивизия в полном составе перебазировалась на аэродромы Ленинградского военного округа, войдя в состав 13-й воздушной армии. Управление дивизии перебазировалась в Гатчину.
В связи со значительным сокращением Вооруженных сил СССР после войны в апреле 1946 года дивизия в полном составе была расформирована в составе 13-й воздушной армии Ленинградского военного округа на аэродроме Гатчина.

## Командир дивизии
- генерал-майор авиации Андреев Александр Петрович[1] — с 25 ноября 1942 года по 23 сентября 1944 года.
- генерал-майор авиации Нечипоренко Степан Игнатьевич[1] — с 24 сентября 1944 года по 1947 год.

## В составе объединений
Дивизия свой боевой путь прошла в составе 13-й и 1-й воздушных армий:
| Дата          | Фронт (округ)               | Армия                | Примечания |
| ------------- | --------------------------- | -------------------- | ---------- |
| 10.11.1942 г. | Ленинградский фронт         | 13-я воздушная армия |            |
| 15.10.1944 г. | 3-й Белорусский фронт       | 1-я воздушная армия  |            |
| 24.07.1945 г. | Ленинградский военный округ | 13-я воздушная армия |            |

## Части и отдельные подразделения дивизии
За весь период своего существования боевой состав дивизии имел постоянный состав:
- 34-й гвардейский бомбардировочный авиационный Тихвинский Краснознамённый ордена Кутузова полк — с 25 ноября 1942 года до мая 1946 года.
- 58-й бомбардировочный авиационный Старорусский Краснознамённый ордена Суворова полк — с 7 января 1944 года до мая 1946 года.
- 140-й бомбардировочный авиационный Нарвский Краснознамённый ордена Суворова полк — с 6 марта 1943 года до мая 1946 года.

## Участие в операциях и битвах
- Битва за Ленинград с марта 1943 года по 9 августа 1944 года.
- Ленинградско-Новгородская операция[1] с 14 января по 1 марта 1944 года.
  - Новгородско-Лужская операция с 14 января по 15 февраля 1944 года.
  - Красносельско-Ропшинская операция[1] с 14 по 30 января 1944 года.
- Выборгско-Петрозаводская операция[1] с 10 июня по 9 августа 1944 года.
  - Выборгская операция[1] с 10 по 20 июня 1944 года.
  - Свирско-Петрозаводская операция с 21 по 22 июня 1944 года.
- Мгинская операция с 22 июля по 22 августа 1943 года.
- Псковская наступательная операция с 9 марта по 15 апреля 1944 года.
- Нарвская операция (1944)[1] с 24 по 30 июля 1944 года.
- Прибалтийская наступательная операция[1] с 14 сентября по 24 ноября 1944 года .
  - Таллинская операция (1944)[1] с 17 по 26 сентября 1944 года.
- Восточно-Прусская наступательная операция с 13 января по 25 апреля 1945 года.
  - Земландская наступательная операция с 13 по 25 апреля 1945 года.
  - Мемельская операция — с 5 по 22 октября 1944 года.
  - Инстербургско-Кёнигсбергская операция — с 13 по 27 января 1945 года.
  - Кенигсбергская операция — с 6 по 9 апреля 1945 года.

## Почётные наименования
- 276-я бомбардировочная авиационная дивизия за отличие в боях при овладении штурмом городом и крупным железнодорожным узлом Гатчина (Красногвардейск), превращенным немцами в крепость с развитой системой долговременных оборонительных сооружений Приказом НКО № 0137 от 27 января 1944 года на основании Приказа ВГК № 64 от 26 января 1944 года удостоена почётного наименования «Гатчинская»[7].
- 34-й гвардейский бомбардировочный авиационный полк за показанные образцы мужества и героизма Приказом НКО № 207 от 4 мая 1943 года удостоен почётного наименования «Тихвинский».
- 58-й бомбардировочный авиационный полк за показанные образцы мужества и героизма Приказом НКО в феврале 1944 года удостоен почётного наименования «Старорусский».
- 140-й бомбардировочный авиационный полк за отличие в боях при овладении штурмом городом и крепостью Нарва — важным укрепленным районом обороны немцев, прикрывающим пути в Эстонию, Приказом НКО на основании Приказа ВГК № 149 от 26 июля 1944 года удостоен почётного наименования «Нарвский»[8].

## Награды
- 276-я бомбардировочная авиационная Гатчинская дивизия за образцовое выполнение заданий командования в боях с немецкими захватчиками, за освобождение города Луги и проявленные при этом доблесть и мужество Указом Президиума Верховного Совета СССР от 20 февраля 1944 года награждена орденом «Красного Знамени»[9].
- 276-я бомбардировочная авиационная Гатчинская Краснознамённая дивизия за образцовое выполнение заданий командования на фронте борьбы с немецкими захватчиками и проявленные при этом доблесть и мужество Указом Президиума Верховного Совета СССР от 22 марта 1944 года награждена орденом «Красного Знамени»[9].
- 276-я бомбардировочная авиационная Гатчинская дважды Краснознамённая дивизия за образцовое выполнение заданий командования в боях с немецко-финскими захватчиками при прорыве сильно укрепленной обороны противника на Карельском перешейке севернее города Ленинграда и проявленные при этом доблесть и мужество Указом Президиума Верховного Совета СССР от 22 июня 1944 года награждена орденом «Суворова II степени»[9].
- 276-я бомбардировочная авиационная Гатчинская дважды Краснознамённая дивизия за образцовое выполнение заданий командования в боях с немецкими захватчиками и проявленные при этом доблесть и мужество Указом Президиума Верховного Совета СССР награждена орденом «Кутузова II степени».
- 34-й гвардейский бомбардировочный авиационный Тихвинский Краснознамённый полк за образцовое выполнение заданий командования на фронте борьбы с немецкими захватчиками и проявленные при этом доблесть и мужество Указом Президиума Верховного Совета СССР награждён орденом «Кутузова III степени».
- 58-й бомбардировочный авиационный Старорусский Краснознамённый полк за образцовое выполнение заданий командования в боях с немецкими захватчиками при овладении городом Браунсберг и проявленные при этом доблесть и мужество Указом Президиума Верховного Совета СССР от 26 апреля 1945 года награждён орденом «Кутузова III степени»[10].
- 140-й бомбардировочный авиационный Нарвский полк за образцовое выполнение заданий командования на фронте борьбы с немецкими захватчиками и проявленные при этом доблесть и мужество Указом Президиума Верховного Совета СССР от 22 марта 1944 года награждён орденом «Красного Знамени»[9].
- 140-й бомбардировочный авиационный Нарвский Краснознамённый полк за образцовое выполнение заданий командования в боях, за прорыв обороны немцев в Восточной Пруссии и проявленные при этом доблесть и мужество Указом Президиума Верховного Совета СССР от 19 февраля 1945 года награждён орденом «Суворова III степени»[10].

## Благодарности Верховного Главнокомандующего
Воинам дивизии объявлены благодарности Верховного Главнокомандующего:
- За отличие в боях при овладении штурмом городом Луга — важным узлом коммуникаций и мощным опорным пунктом обороны немцев[11].
- За отличия в боях при прорыве обороны противника на Карельском перешейке севернее города Ленинград и овладение городом и крупной железнодорожной станцией Териоки, важным опорным пунктом обороны противника Яппиля и занятии свыше 80 других населенных пунктов[12].
- За прорыв линии Маннергейма, преодоление сопротивления противника на внешнем и внутреннем обводах Выборгского укрепленного района и овладение штурмом городом и крепостью Выборг[13].
- За отличие в боях при овладении мощными опорными пунктами обороны противника — Ширвиндт, Наумиестис (Владиславов), Виллюнен, Вирбалис (Вержболово), Кибартай (Кибарты), Эйдткунен, Шталлупенен, Миллюнен, Вальтеркемен, Пиллюпенен, Виштынец, Мелькемен, Роминтен, Гросс Роминтен, Вижайны, Шитткемен, Пшеросьль, Гольдап, Филипув, Сувалки и занятиим около 900 других населенных пунктов, из которых более 400 населенных пунктов на территории Восточной Пруссии[14].
- За отличие в боях при прорыве долговременной, глубоко эшелонированной обороны немцев в Восточной Пруссии и овладении штурмом укрепленными городами Пилькаллен, Рагнит и сильными опорными пунктами обороны немцев Шилленен, Лазденен, Куссен, Науйенингкен, Ленгветен, Краупишкен, Бракупенен, а также занятии с боями более 600 других населенных пунктов[15].
- За отличие в боях при овладении городами Восточной Пруссии Тильзит, Гросс-Скайсгиррен, Ауловенен, Жиллен и Каукемен — важными узлами коммуникаций и сильными опорными пунктами обороны немцев на кенигсбергском направлении[16].
- За отличие в боях при овладении городом Инстербург — важным узлом коммуникаций и мощным укрепленным районом обороны немцев на путях к Кенигсбергу[17].
- За отличие в боях при овладении городами Ландсберг и Бартенштайн — крупными узлами коммуникаций и сильными опорными пунктами обороны немцев в центральных районах Восточной Пруссии[18].
- За отличие в боях при овладении городом Прейс-Эйлау — важным узлом коммуникаций и сильным опорным пунктом обороны немцев в Восточной Пруссии[19].
- За отличие в боях при овладении штурмом городами Вормдит и Мельзак — важными узлами коммуникаций и сильными опорными пунктами обороны немцев[20].
- За отличие в боях при овладении городом Браунсберг — сильным опорным пунктом обороны немцев на побережье залива Фриш-Гаф[21].
- За отличие в боях при овладении городом Хайлигенбайль — последним опорным пунктом обороны немцев на побережье залива Фриш-Гаф, юго-западнее Кёнигсберга[22].
- За отличие в боях при разгроме и завершении ликвидации окруженной восточно-прусской группы немецких войск юго-западнее Кёнигсберга[23].
- За отличие в боях при овладении крепостью и главным городом Восточной Пруссии Кенигсберг — стратегически важным узлом обороны немцев на Балтийском море[24].
- За отличие в боях при овладении последним опорным пунктом обороны немцев на Земландском полуострове городом и крепостью Пиллау — крупным портом и военно-морской базой немцев на Балтийском море[25].

## Отличившиеся воины дивизии
- Гречишкин Василий Николаевич, майор, командир эскадрильи 34-го гвардейского бомбардировочного авиационного полка 276-й бомбардировочной авиационной дивизии 13-й воздушной армии Указом Президиума Верховного Совета СССР от 4 февраля 1944 года удостоен звания Герой Советского Союза. Посмертно.
- Перегудов Алексей Иванович, капитан, штурман эскадрильи 34-го гвардейского бомбардировочного авиационного полка 276-й бомбардировочной авиационной дивизии 13-й воздушной армии Указом Президиума Верховного Совета СССР от 4 февраля 1944 года Указом Президиума Верховного Совета СССР от удостоен звания Герой Советского Союза. Посмертно.
- Кованев Иван Фёдорович, майор, командир эскадрильи 34-го гвардейского бомбардировочного авиационного полка 276-й бомбардировочной авиационной дивизии 13-й воздушной армии Указом Президиума Верховного Совета СССР от 19 августа 1944 года удостоен звания Герой Советского Союза. Золотая Звезда № 5247.
- Теренков Николай Анастасьевич, капитан, штурман эскадрильи 34-го гвардейского бомбардировочного авиационного полка 276-й бомбардировочной авиационной дивизии 13-й воздушной армии Указом Президиума Верховного Совета СССР от 19 августа 1944 года удостоен звания Герой Советского Союза. Золотая Звезда № 4431.
- Глинский Сергей Николаевич, майор, командир эскадрильи 34-го гвардейского бомбардировочного авиационного полка 276-й бомбардировочной авиационной дивизии 1-й воздушной армии Указом Президиума Верховного Совета СССР от 29 июня 1945 года удостоен звания Герой Советского Союза. Золотая Звезда № 6335. Лишён звания и наград 25 ноября 1948 года. Восстановлен в правах в 1973 году.
- Домников Василий Михайлович, капитан, штурман эскадрильи 34-го гвардейского бомбардировочного авиационного полка 276-й бомбардировочной авиационной дивизии 1-й воздушной армии Указом Президиума Верховного Совета СССР от 29 июня 1945 года удостоен звания Герой Советского Союза. Посмертно.
- Кузнецов Николай Васильевич, майор, заместитель по лётной подготовке командира 58-го скоростного бомбардировочного авиационного полка 276-й бомбардировочной авиационной дивизии 1-й воздушной армии Указом Президиума Верховного Совета СССР от 29 июня 1945 года удостоен звания Герой Советского Союза. Золотая Звезда № 6353.
- Кузьменко Николай Иванович, майор, заместитель по лётной подготовке командира 140-го скоростного бомбардировочного авиационного полка 276-й бомбардировочной авиационной дивизии 1-й воздушной армии Указом Президиума Верховного Совета СССР от 29 июня 1945 года удостоен звания Герой Советского Союза. Золотая Звезда № 6357.
- Малин Анатолий Петрович, капитан, штурман эскадрильи 140-го скоростного бомбардировочного авиационного полка 276-й бомбардировочной авиационной дивизии 1-й воздушной армии Указом Президиума Верховного Совета СССР от 29 июня 1945 года удостоен звания Герой Советского Союза. Золотая Звезда № 6339.
- Мирошниченко Николай Прокофьевич, старший лейтенант, командир эскадрильи 34-го гвардейского бомбардировочного авиационного полка 276-й бомбардировочной авиационной дивизии 1-й воздушной армии Указом Президиума Верховного Совета СССР от 29 июня 1945 года удостоен звания Герой Советского Союза. Посмертно.
- Клочко, Николай Антонович, майор, лётчик-инспектор по технике пилотирования 276-й бомбардировочной авиационной дивизии 1-й воздушной армии Указом Президиума Верховного Совета СССР от 29 июня 1945 года удостоен звания Герой Советского Союза. Золотая Звезда № 6352.
- Ролин Николай Михайлович, старший лейтенант, штурман эскадрильи 34-го гвардейского бомбардировочного авиационного полка 276-й бомбардировочной авиационной дивизии 1-й воздушной армии Указом Президиума Верховного Совета СССР от 29 июня 1945 года удостоен звания Герой Советского Союза. Золотая Звезда № 6358.
- Сиренко Иван Лаврентьевич, майор, заместитель командира 34-го гвардейского бомбардировочного авиационного полка 276-й бомбардировочной авиационной дивизии 1-й воздушной армии Указом Президиума Верховного Совета СССР от 29 июня 1945 года удостоен звания Герой Советского Союза. Золотая Звезда № 6359.